# Louk Dekkers
Louk Dekkers (Hilversum, 3 maart 1998) is een Nederlands voetballer die als middenvelder voor AVV Swift speelt. 

## Carrière
Louk Dekkers speelde in de jeugdacademie van FC Utrecht, waar hij in alle jeugdteams speelde: van 2009 (O12) tot en met 2017 (O19). In juni 2017 schoof hij door naar Jong FC Utrecht, waar hij een contract voor een seizoen tekende. Hij debuteerde tegen RKC Waalwijk in het betaalde voetbal op 22 september 2017, hij kwam als invaller in het veld voor Sylla Sow. In 2018 vertrok hij naar Koninklijke HFC, dat uitkomt in de Tweede divisie (voetbal Nederland). Vanaf het seizoen 2020-2021 speelt hij voor AVV Swift.

### Statistieken
| Seizoen                     | Club            | Land           | Competitie     | Competitie | Competitie | Beker | Beker | Totaal | Totaal |
| Seizoen                     | Club            | Land           | Competitie     | Wed.       | Dlp.       | Wed.  | Dlp.  | Wed.   | Dlp.   |
| --------------------------- | --------------- | -------------- | -------------- | ---------- | ---------- | ----- | ----- | ------ | ------ |
| 2017/18                     | Jong FC Utrecht | Nederland      | Eerste divisie | 10         | 0          | –     | –     | 10     | 0      |
| Carrièretotaal              | Carrièretotaal  | Carrièretotaal | Carrièretotaal | 10         | 0          | 0     | 0     | 10     | 0      |
| Bijgewerkt op 30 april 2018 |                 |                |                |            |            |       |       |        |        |

Agougil ·
Akkerman ·
Azmi ·
El Arguioui ·
Den Boggende ·
Boumenjal ·
Charalampoglou ·
Dithmer ·
Driezen ·
Dris ·
Dundas ·
Edhart ·
Eppink ·
Ghaddari ·
Van Hees ·
Held ·
Jenner ·
Kloosterboer ·
Kooy  ·
Van Riel ·
Rohd Schlichting ·
Varjund ·
Viereck ·
Van der Wegen ·
Yah ·
Coach: Van Dinteren
· Assistent-trainer: Kamminga
· Assistent-trainer: Keller
· Keeperstrainer: Plattel
Dit is de vaste selectie van Jong FC Utrecht. In deze lijst zijn geen spelers van het eerste elftal of de jeugdelftallen opgenomen.